# Rolampont
 Rolampont  es una población y comuna francesa, en la región de Champaña-Ardenas, departamento de Alto Marne, en el distrito de Langres y cantón de Neuilly-l'Évêque.

## Demografía
| 1673 | 1710 | 1617 | 1626 | 1517 | 1508 |
| Para los censos de 1962 a 1999 la población legal corresponde a la población sin duplicidades (Fuente: INSEE [Consultar]) |      |      |      |      |      |